# 菅生地区 (倉敷市)
菅生地区（すごうちく）は、岡山県倉敷市倉敷地域の、倉敷地区と中庄地区の北に位置する地区である。
倉敷市の北部にあり、ほぼ旧都窪郡菅生村域にあたり（青江除く）、倉敷市立菅生小学校の学区である。生坂（いくさか）・西坂（にしさか）・三田（みつだ）・浅原（あさばら）・西岡（にしおか）・宮前（みやまえ）・祐安（すけやす）・青江（あおえ）からなる。

## 概要
1889年（明治22年）6月、都窪郡の生坂（いくさか）・西坂（にしさか）・浅原（あさばら）・子位庄（こいのしょう）・三田（みつだ）の5ケ村が合併し、菅生村を新設、西坂に役場を設けた。1951年（昭和26年）3月28日に倉敷市に編入合併した。
国道429号の総社市山手との境界にある山麓周辺には、西坂台団地・生坂ハイツ・菅生団地などの大型マンモス団地が造成され人口が急増。また、山陽自動車道開通に伴い倉敷インターチェンジが開設され、自動車交通の要衝として交通量も増大した。その後も幹線道路周辺を中心に宅地造成が盛んに行われ、郊外型のベッドタウンとして急増すると共に、農地が減少した。
元々、稲作やイグサ、野菜などの近郊農業が盛んな地であり、特に夏場に祐安周辺でみられる、水田への用水確保のために用水路に設置される水車の風景で知られていたが、その存続が危ぶまれた。しかし、一部住民による景観を維持・保存しようとする活動により、以前より減少したもののその光景は健在である。
地名は、当地に鎮座し、延喜式内社の菅生神社の有力論社となっている菅生神社に由来する。
地域北部は福山丘陵がそびえ、総社市（山手・清音）との境界となる。中南部は岡山平野（倉敷平野）の一部となる平地が一面に広がる。南部は同市万寿、東部は中庄・庄、西部は中洲と隣接する。中庄駅を中心とする駅前市街地は、一部が当地域内の三田にも広がっている。
古くは当地は、古代の窪屋郡阿智郷であったとされる。その後、万寿庄・阿智庄・子位庄などの荘園の一部であったといわれる。
当地の南部は吉備の穴海と呼ばれる海域であり、当地南部の海域は特に阿知の海と呼ばれ、当地は海岸地帯であった。当地の東方は、当時総社市あたりで分岐した高梁川の西派川（現在の高梁川）の河口であり、東方は総社市で分岐した東派川の河口と現在の早島台地との間にあった帯江海峡となっていた。戦国時代後半に、宇喜多秀家の命により、家臣の岡利勝が指揮して干拓事業が行われ、陸地が南方へ広がり、当初であった現在の鶴形山などと繋がった。
また当地は、中世には青江派と呼ばれる刀工の一派の拠点となり、近世には岡山藩支藩の生坂藩（岡山新田藩）の拠点となった。
当地の主要産業としては、かつては農業として米・イグサ・小麦などがあり、また畳表や花莚などのイグサ加工品も多く生産されていた。しかし現在は大幅に衰退している。福山丘陵南麓の丘陵地では、ブドウなどの果樹栽培もされている。
現在、倉敷旧市街に隣接する一帯には、東西に走る「都市計画道路三田五軒屋海岸通線（一部国道429号。以降、三田五軒屋線）」沿いの北浜から平田交差点の間にロードサイド店舗が軒を連ね、特に郊外型飲食店が多く外食通りの様相を呈している。また、田園地帯を挟み三田五軒屋線沿線東部に位置する三田の一部は中庄駅と川崎学園を中心に学園地区または商業地区を形成し、菅生・中庄・庄の各地区をまたいで新たな街が広がっている。

## 地域

### 生坂
古代の窪屋郡阿智郷の東部であったとされ、東阿智（東阿知）とも呼ばれていた。隣接地の西坂の原津地区には「備中国窪屋郡東阿智村、慶安2年8月13日」との刻印のある日蓮宗関係の石碑が残っている。
当地は、古代に生部とよばれる部民の居住地であったとされ、後世に生坂へ変化したものといわれる。
戦国時代、天正10年の高松城水攻めにより、所領が清水氏から宇喜多秀家へ移る。慶長5年には宇喜多氏から小早川秀秋に移り、岡山藩領分となる。しかし小早川家断絶に伴い、池田氏が領主となる。寛文12年、池田輝政第二子の政言と三子の輝録がそれぞれ分家し、支藩を立藩。備中南部を領有した。当地は、池田輝録の所領になった。政言領分も輝録領分も共に岡山新田藩を名乗り、また領地内に陣屋を設けず、藩主は岡山城下に居住して藩政一切は岡山城で処理し、所領の統治にあたった。
明治2年の版籍奉還を経て、翌明治3年1月に明治新政府の新地方行政制度により、当地の寺院東雲院の境内に陣屋（藩庁）を設け、生坂藩を名乗った。明治4年の廃藩置県により生坂県となり、陣屋が県庁となる。その後、県統合により小田県（深津県）を経て岡山県となる。
西隣の西坂との境界付近を南北に国道429号が通過、また東西に山陽自動車道が通過し、西坂内であるが生坂に程近いところに倉敷インターチェンジがある。北部は福山に続く丘陵がそびえ総社市山手と接する。その丘陵の南西麓に生坂ハイツの大型団地がある。幹線道路から離れた中東部には農地も多くみられる。

### 西坂
元は上記の生坂村の枝村であり、生坂の西隣に位置。寛文12年に生坂村ともに岡山新田藩（のちの生坂藩）領分となり、明治に至った。明治13年に生坂村の枝村から独立村となった。明治22年に周辺5村と合併し、菅生村が発足すると同村の役場が当地に置かれた。現在も当地には菅生小学校や菅生幼稚園、JA支所、駐在所などの主要施設が立地する。
さらに、東部の生坂との境界付近を南北に国道429号が走り、また当地を東西に山陽自動車道が通過し、さらに倉敷インターチェンジも立地している。また北方の福山丘陵には総社市山手と跨って西坂台団地、南麓には菅生団地などの大型団地が造成されている。かつての枝村だった小村は、地域の中心、交通の要衝として大きく変貌した。

### 三田
菅生の最東端に位置する。福山丘陵の南麓に古くから集落が発達しており、その南の平地に農地が広がる。
東隣となる庄地域にある松島に鎮座する五座八幡宮の御供田として長田・挟田・平田の3つの田が置かれたことが地名の由来とされる（他説もある）。近世は生坂や西坂同様、岡山新田藩（生坂藩）領であった。
中庄地区北部に中庄駅があり、さらに旧国道2号が通過するため、その一部と周辺の市街地が当地の南部にまで広がっている。

### 浅原
菅生の中北部に位置し、福山の南麓となる。古刹・安養寺の門前町として発達した古い集落を中心とした山あいの地区である。近世には岡山藩領分であった。『備中村艦』には、437石4斗4升石の石高が記録されている。
平安時代に当地に朝原寺という大寺があり、その門前集落が起源で、地名もその寺に由来する。延元元年の福山合戦のとき、朝原寺は傘下の諸坊とともに足利方の宿営にあたった。しかし、出発の際に焼き払われて毘沙門堂一宇のみを残すのみとなった。後年に末寺の安養寺が朝原寺跡に移ってきて、素戔嗚神社に奉仕し、また毘沙門堂に残った40余りの木像を護持した。暦応年間に朝原から浅原に表記を改めているが、朝原寺焼亡が理由とされる。
地域には、安養寺・祇園宮・浅原大教会・天王池・朝原温泉などの史跡・名称が多く、かつては倉敷の奥座敷として四季を通じて訪れる人が多かった。安養寺からは平安期の経塚が出土している。
戦後、日当たりの良い南斜面を活用した路地ブドウ栽培が盛んになった。

### 西岡
菅生の中部に位置する。古くは、阿知の海に臨んでいた沿岸地帯であった。かなり早期から人が住んでいたようで、当地の行願院の近くには縄文時代の貝塚が発見されている。南面の低地の大部分は、近世の開田である。
当地は、かつて子位庄（こいのしょう）と呼ばれた。当地域内にある従五位の社格の神社である菅生神社の社領となっていたことが由来で、「五位の庄」が変化したものとされる。
近世は岡山藩領分で、岡山藩寛永絵図では1073石2斗8升との記載がある。最終石高は、1460石7斗8升であった。また、枝村として西村（現・宮前）・助安村（のち祐安村）があった。
明治になると子位庄村は、枝村2村を併せて子位庄村となり、菅生村を経て、倉敷市（旧）となると、子位庄村域を3区画に分離した。かつての枝村だった祐安村域を祐安、同じく西村域を宮前、そして旧子位庄村域の当地を西岡とした。福山丘陵の南尾根が当地の西寄りに長く南方に這い出すようになっており、これが地名の由来ともいわれる。

### 宮前
菅生の中南部にあたり、上記西岡の南部に位置する。元の子位庄村の南部である。
前述のとおり、かつては阿知の海の海域であったが、中世（明応9年ともいわれる）、現在の酒津の城山から奥樋の間にあったとされる古川を閉めきったと推定される干拓で陸地化し、当時の子位庄の枝村の西村となった。
近世は岡山藩領分となった。明治になると同じ枝村だった祐安村とともに子位庄村に併合された。菅生村を経て旧倉敷市となり、子位庄は3地区に別れ、その内で旧西村だった地区を宮前とした。地名は、当地が菅生神社の南方にあることに由来する。
当地南部を東西に大型幹線道路が造成され、道路沿線を中心に郊外型店舗が多く林立。花の街団地などの宅地造成も多くなされ、市街化・人口増が急速に進展した。

### 祐安
福山丘陵南麓、菅生地域内の西部に位置し、JR伯備線のすぐ東側となる。元の子位庄西部であった。
近世以前は前述の子位庄の枝村の祐安村（助安村）であった。江戸時代は岡山藩領に属す。明治になり、枝村の祐安・西村2村が子位庄村に併合されたが、菅生村を経て旧倉敷市となると、子位庄は3区分され、その内の西部の旧祐安村域を祐安とした。
延喜式内社の菅生神社の論社である菅生神社が当地に鎮座するが、昔に一度廃滅しており、社地だけが残存していた。しかし宝暦4年に再建され、さらに祐安村鎮守であった姫大神社を相殿として祀った。
当地は中世に、周辺で活動していた備中青江刀工の一派の拠点の一つとなっていたといわれ、その中の名工の名前が地名の由来とされる。
夏季になると、当地では水田に水を引くための小型の水車が用水路に多数設置される。宅地造成が著しく、また耕作放棄地の増加などによる農地の減少により、その風景の消滅が危惧されたが、近年はその風景を保存しようとする向きもある。

### 青江
元は青江とは、当地北西にある福山丘陵の一部である青江山に由来する。その青江山の周辺一帯の通称として青江と呼ばれていた。明確な範囲は決まっていない。中世の刀工の青江鍛冶もこれにちなむ。
現在の青江は、現代において区画整理により新たに設定された大字であり、由来も前記同様である。菅生地域の西端に位置する。この青江のみ、旧中洲町域となり、菅生村ではなかった。

## 人口・世帯数
平成25年6月末現在。
| 町字 | 世帯数 | 男性人口 | 女性人口 | 総人口 | 備考 |
| ---- | ------ | -------- | -------- | ------ | ---- |
| 西坂 | 990    | 1210     | 1266     | 2476   |      |
| 生坂 | 803    | 1038     | 1053     | 2091   |      |
| 三田 | 350    | 396      | 394      | 790    |      |
| 浅原 | 237    | 269      | 288      | 557    |      |
| 西岡 | 781    | 897      | 923      | 1820   |      |
| 宮前 | 1219   | 1150     | 1215     | 2365   |      |
| 青江 | 538    | 469      | 458      | 927    |      |
| 祐安 | 120    | 147      | 163      | 310    |      |
| 合計 | 5038   | 5576     | 5760     | 11336  |      |

## 郵便番号
- 三田 - 710-0001
- 生坂 - 710-0002
- (地区外割当て) - 710-0003
- 西坂 - 710-0004
- 西岡 - 710-0005
- 祐安 - 710-0006
- 浅原 - 710-0007
- (欠番) - 710-0008〜0010
- (地区外割当て) - 710-0011〜0016
- (欠番) - 710-0017〜0020
- (地区外割当て) - 710-0021〜0027
- (欠番) - 710-0028〜0030
- (地区外割当て) - 710-0031〜0038
- (欠番) - 710-0039 ・ 0040
- (地区外割当て) - 710-0041〜0048
- (欠番) - 710-0049 ・ 0050
- (地区外割当て) - 710-0051〜0057
- (欠番) - 710-0058〜0060
- (地区外割当て) - 710-0061〜0063
- 青江 - 710-0064
- 宮前 - 710-0065

## 主要産業・産物
- 農業
  - 米 - 全盛期より減少
  - イグサ - 現在は衰退
  - 小麦 - 現在は衰退
  - 果樹
    - ブドウ
- 製造業
  - 畳表 - 現在は衰退
  - 花莚 - 現在は衰退

## 主要施設
教育
- 倉敷市立菅生小学校 - 西坂
- 倉敷市立菅生中学校 - 1958年3月31日まで存在。4月に中庄中学校と統合し倉敷市立北中学校に[6]。
- 川崎医科大学附属高等学校 - 生坂

神社仏閣・その他宗教施設
- 水門神社 - 生坂
- 御崎神社 - 生坂
- 天津神社 - 西坂
- 八幡神社 - 三田
- 祇園宮 - 浅原
- 素戔嗚神社 - 浅原
- 六神社 - 西岡
- 八幡神社 - 西岡
- 菅生神社 - 祐安
- 東雲院 - 真言宗、生坂
- 安養寺 - 真言宗、浅原
- 行願院 - 真言宗、西岡
- 竜昌院 - 真言宗、西岡
- 浅原大教会 - 黒住教、浅原

## 名所・旧跡

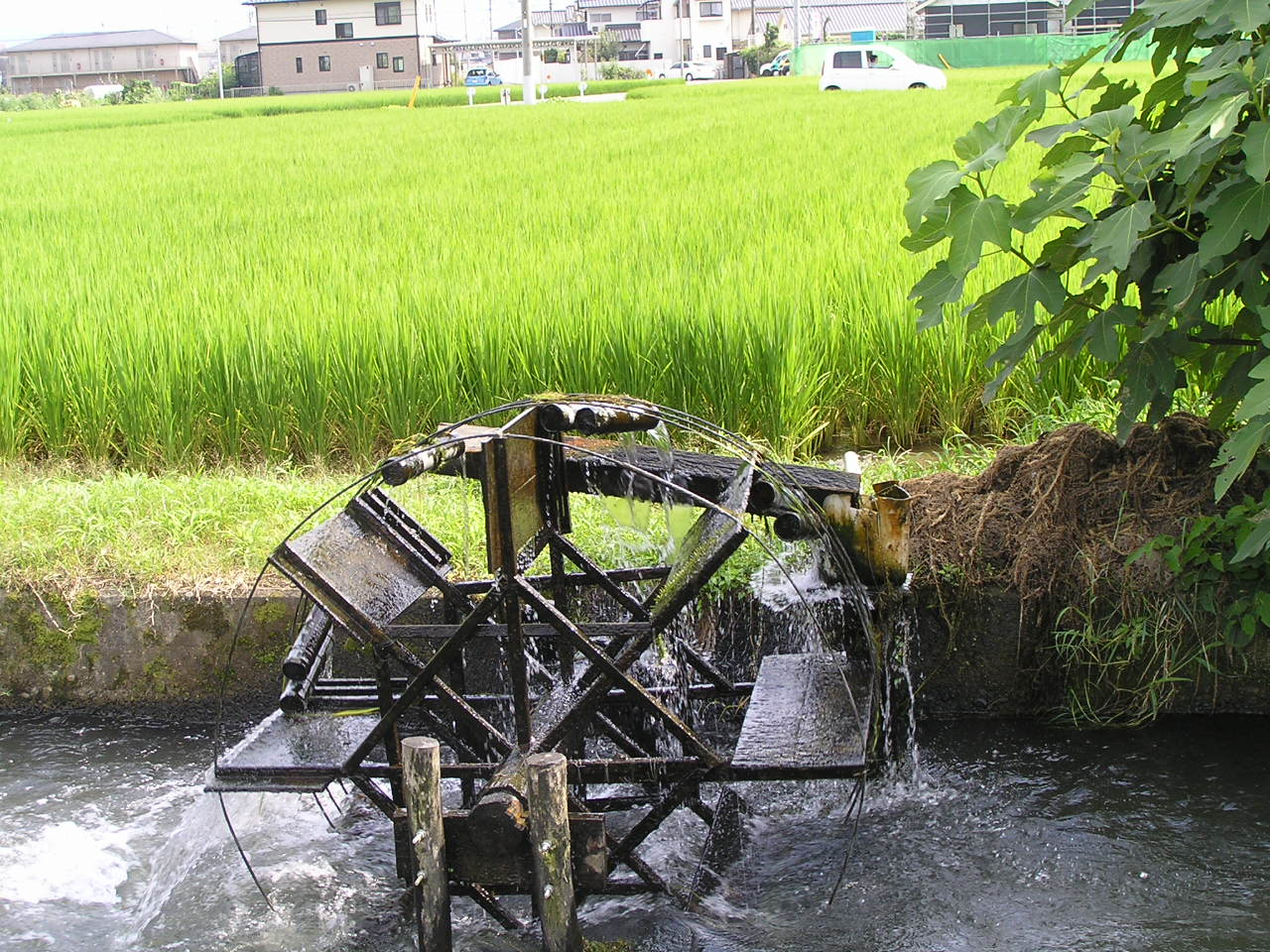
祐安の水車

- 安養寺 - 山号は朝原山。奈良時代に創建。
  - 毘沙門天立像
  - 吉祥天立像
  - 経塚
- 天王池
- 菅生神社 - 式内社・菅生神社の論社のひとつ。菅生の地名の由来。
- 菅生天津神社（天神宮） - 上記同様、式内社・菅生神社の論社とされる。
- 東雲院
- 黒住教浅原大教会
- 青江の井戸 - 青江派に関連する史跡。
- 朝原温泉
- 行願院仁王門 - 市指定重要文化財
- 祐安周辺の水車の夏風景 - 倉敷百景のひとつに認定されている。水田に水を供給するために、時期になると用水路に設置される。

## 交通
当地区は南北に縦貫している国道429号（西坂より北は倉敷総社バイパス）が倉敷旧市街から総社市・岡山市足守地区・岡山空港へ、さらには三田五軒屋線が岡山市内から倉敷市西部へのとしてアクセス道路として交通量が多く、また「都市計画道路生坂二日市線」が開通し、旧倉敷市街の外環状線としての役割を持っているため、この道路も交通量が多い。加えて、地区内を山陽自動車道が横断しており、北部山沿いに倉敷インターチェンジと東端に早島支線が分岐する倉敷ジャンクションがあり、道路交通の要衝となっている。

### 高速道路
- 山陽自動車道
  - 倉敷ジャンクション - 倉敷インターチェンジ

### 一般道路
- 国道429号
- 岡山県道24号倉敷清音線
- 岡山県道162号岡山倉敷線（旧国道2号）
- 岡山県道469号倉敷総社線